# Yli-Katisko
Yli-Katisko är en sjö i kommunen Kemijärvi i landskapet Lappland i Finland. Arean är 38 hektar och strandlinjen är 4,42 kilometer lång. Sjön  ingår i Kemi älvs huvudavrinningsområde.   Den ligger omkring 48 kilometer öster om Rovaniemi och omkring 710 kilometer norr om Helsingfors. 